# Нормандия
Норма́ндия (фр. Normandie, норманд. Normaundia) — регион и историческая область на северо-западе Франции. Образован 1 января 2016 года слиянием регионов Верхняя и Нижняя Нормандия. Известен своей историей, фермами, яблочными плантациями и молочной промышленностью, в первую очередь сырами: Камамбером, Ливаро и Пон-л’Эвеком.

## История
В 27 году до н. э. римский император Октавиан Август реорганизовал галльские земли, присоединив Calètes и Véliocasses к провинции Лугдунская Галлия, центром которой был город Лугдун (современный Лион). Латинизация Нормандии была достигнута с помощью обычных для Римской империи методов: строительства римских дорог и активной политики урбанизации.
Нормандия была одной из частиц франкской империи Карла Великого, которая в IX веке была передана норманнам (викингам). Таким образом, Нормандия как герцогство была создана вождём викингов Роллоном (Робертом Нормандским). Название «Нормандия» отражает происхождение Роллона из викингов, то есть норманнов.
Потомок Роллона Вильгельм Завоеватель, герцог нормандский, стал королём Англии в 1066 году во времена Нормандских Завоеваний после решающего сражения при Гастингсе. После завоевания Англии последовало вторжение норманнов в Уэльс и Ирландию.
С тех пор Нормандия неоднократно являлась предметом споров и пререканий между Англией и Францией.
В 1204 году во время правления английского короля Иоанна Безземельного материковая Нормандия была завоевана у Англии Францией под командованием Филиппа II, островная же часть (Нормандские острова) осталась под контролем Англии. В 1259 году король Англии Генрих III признал законность владения Францией всей Нормандией в соответствии с Парижским договором. Однако его преемники часто пытались восстановить контроль над континентальной Нормандией. Французская Нормандия была оккупирована в ходе Столетней войны в 1346—1360 гг. и в 1415—1450 гг.
В 1790 году исторические провинции Франции были переделаны в департаменты. Во время Третьей республики в 1919 году Этьеном Клементелем были учреждены «экономические регионы» и произведена первая попытка экономического планирования.
6 июня 1944 года американские, британские и канадские войска начали высадку в Нормандии, тем самым открыв Второй фронт в Европе во Второй мировой войне.
30 июня 1941 года правительство маршала Петена объединило департаменты под руководством регионального префекта. Они просуществовали до 1946 года и были созданы вновь в 1960 году, при этом Нормандия оказалась разделённой на регионы Верхняя Нормандия и Нижняя Нормандия. Такая структура оставалась неизменной до 2015 года.
В соответствии с территориальной реформой французских регионов 2014 года Верхняя и Нижняя Нормандия были объединены в один регион. Датой образования нового региона считается 1 января 2016 года.

## География
Регион, общей площадью 29 906 км², является десятым по величине на территории метрополии Франции. Он расположен на севере страны и граничит с регионами Земли Луары и Бретань на юге и на юго-западе, Центр — Долина Луары и Иль-де-Франс на юго-востоке, О-де-Франс на востоке. С севера и запада регион омывается Ла-Маншем.
По территории региона протекает одна из пяти Великих рек Франции — Сена.

## Административное деление
Регион покрывает площадь более чем 29 906 км² с численностью населения 3 342 467 человек. Плотность населения составляет (по состоянию на 2017 год) 111,8 чел./км². Административным центром региона является Руан, региональный совет располагается в Кане.

### Департаменты
| Департамент | Департамент     | Герб | Площадь  | Население | Плотность населения | Префектура |
| ----------- | --------------- | ---- | -------- | --------- | ------------------- | ---------- |
| 14          | Кальвадос       |      | 5548 км² | 687 854   | 126,09 чел./км²     | Кан        |
| 27          | Эр              |      | 6040 км² | 591 616   | 99,67 чел./км²      | Эврё       |
| 50          | Манш            |      | 5938 км² | 499 340   | 87,09 чел./км²      | Сен-Ло     |
| 61          | Орн             |      | 6103 км² | 290 015   | 49,39 чел./км²      | Алансон    |
| 76          | Приморская Сена |      | 6278 км² | 1 253 931 | 203,24 чел./км²     | Руан       |

### Крупнейшие города
Крупнейшими коммунами региона (с населением более 30 тысяч жителей) являются:
| № | Город              | Департамент     | Население (2013) |
| - | ------------------ | --------------- | ---------------- |
| 1 | Гавр               | Приморская Сена | 172 074          |
| 2 | Руан               | Приморская Сена | 110 755          |
| 3 | Кан                | Кальвадос       | 107 229          |
| 4 | Шербур-ан-Котантен | Манш            | 80 878           |
| 5 | Эврё               | Эр              | 49 722           |
| 6 | Дьеп               | Приморская Сена | 30 214           |